# 敖汉站
敖汉站（原名羊场站）是一个京通线上的铁路车站，位于内蒙古自治区赤峰市敖汉旗哈沙吐乡，建于1980年，目前为四等站，邮政编码为024306。目前客运：办理旅客乘降；行李、包裹托运；货运：办理整车货物发到。2017年7月1日，原敖汉站更名为木头营子站，原羊场站更名为敖汉站。

## 車站周邊
- 羊场医院